# Prémio Vergílio Ferreira
O Prémio Vergílio Ferreira foi instituído pela Universidade de Évora com o objectivo não só de homenagear condignamente o grande escritor que lhe dá o nome, mas também de galardoar o conjunto da obra literária de um autor de língua portuguesa, relevante no âmbito da narrativa e/ou ensaio.
Este prémio contempla anualmente propostas de candidatura oriundas de diversas universidades, nacionais e estrangeiras, onde se desenvolvam estudos de Literatura e Cultura portuguesas.

## Vencedores
A lista de vencedores é a seguinte:
- 1997 - Maria Velho da Costa
- 1998 - Maria Judite de Carvalho (entregue a título póstumo)
- 1999 - Mia Couto
- 2000 - Almeida Faria
- 2001 - Eduardo Lourenço
- 2002 - Óscar Lopes
- 2003 - Vítor Aguiar e Silva (Professor Doutor Vítor Manuel de Aguiar e Silva, Grã-Cruz da Ordem da Instrução Pública a 4 de Outubro de 2004)[1]
- 2004 - Agustina Bessa-Luís
- 2005 - Manuel Gusmão
- 2006 - Fernando Guimarães
- 2007 - Vasco Graça Moura
- 2008 - Mário Cláudio
- 2009 - Mário de Carvalho
- 2010 - Luísa Dacosta
- 2011 - Maria Alzira Seixo
- 2012 - José Gil
- 2013 - Hélia Correia
- 2014 - Ofélia Paiva Monteiro
- 2015 - Lídia Jorge
- 2016 - João de Melo [2]
- 2017 - Teolinda Gersão [3]
- 2018 - Gonçalo M. Tavares
- 2019 - Nélida Piñon [4]
- 2020 - Carlos Reis
- 2021 - Ana Luísa Amaral[5]
- 2022 - Carlos Nogueira (escritor)[6]
- 2023 - Ondjaki [7]
- 2024: Maria Irene Ramalho[8]
- 2025: Djaimilia Pereira de Almeida[9]